# Пополе Мисенга
Пополе Мисенга (рођен 25. фебруара 1992) је џудиста пореклом из Демократске Републике Конго, кога је Међународни олимпијски комитет (МОК) изабрао да се такмичи за избеглички олимпијски тим на Летњим олимпијским играма 2016. у Рио де Жанеиру, Бразил.

## Лични живот
Мисенга је рођен 25. фебруара 1992.  Он је из области Букаву у Демократској Републици Конго, области која је тешко погођена Другим ратом у Конгу. Након што му је мајка убијена када је имао девет година, побегао је у оближњу прашуму и лутао недељу дана, пре него што је спашен и одведен у кућу у Киншаси. 
Он је затражио политички азил у Бразилу након што је отпутовао тамо да се такмичи на Светском првенству у џудоу 2013. заједно са џудисткињом Јоландом Мабиком. Пар је тврдио да су их тренери затворили у хотелску собу док су одлазили са новцем, пасошима и картицама за оброк. Након два дана Мабика је побегла, а Мисенга је чекао још неколико дана само да стигне особље на дан такмичења, заударајући на алкохол. Следећег дана, Мабика се вратила у хотел и убедила Мисенгу да дезертира, а обоје је један Анголац одвео у афричко насеље Брас де Пина.  Такође су изјавили да су им у Африци њихови тренери џудоа ускраћивали храну и затварали их у кавезе када нису играли добро.  Високи комесар Уједињених нација за избеглице (УНХЦР) званично му је доделио статус избеглице у септембру 2014.
Сада је ожењен Бразилком, са којом има двоје деце.

## Џудо
Мисенга се прво почео бавити џудоом у центру за расељену децу у Киншаси. Године 2010. освојио је бронзану медаљу на првенству Африке у џудоу до 20 година.
На Светском првенству у џудоу 2013. одржаном у Бразилу елиминисан је у првој рунди свог такмичења након пораза од Ислама Бозбајева из Казахстана. После овог турнира тражио је азил у Бразилу и остао у земљи. У Бразилу је почео да тренира у Instituto Reação, школи џудоа коју је основао освајач олимпијске бронзане медаље Флавио Канто, а сада тренира код тренера Гералда Бернардеса у Рио де Жанеиру. Пре него што га је Reação преузео, Мисенга је радио у посадама камиона. Добио је подршку и финансирање од МОК-овог програма олимпијске солидарности.
Дана 3. јуна 2016. МОК је објавио да ће Мисенга бити део тима од десет спортиста изабраних да се такмиче као део избегличког олимпијског тима на Летњим олимпијским играма 2016. у Рио де Жанеиру, Бразил. У мушкој категорији од 90 кг, Мисенга је победио у свом првом мечу против Автара Синга из Индије, али је изгубио од Јужнокорејца Гвака Донг-хана.
Мисенга је наставио да се бави џудоом, учествујући на догађајима као што су Светско првенство у џудоу 2019. и други олимпијски наступ као део избегличког олимпијског тима на Летњим олимпијским играма 2020. у Токију, Јапан. Међутим, он је приметио да је број његових такмичења ограничен начином на који се избеглицама одбијају путне визе.